# Koalitionen for Demokratiske Reformer
Koalitionen for Demokratiske Reformer (engelsk:Coalition for Democratic Reforms) er et liberalt politisk parti i Bahamas. Det blev dannet i 2002 og Dr. Bernard Nottage blev dets leder. CDR har ingen pladser i parlamentet. Partiet blev dannet af udbrydere fra Bahamas Demokratiske Bevægelse.
| Politik | Spire Denne artikel om politik og ideologi er en spire som bør udbygges. Du er velkommen til at hjælpe Wikipedia ved at udvide den. |